# Hubert van Eyck

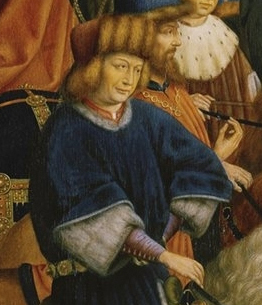
Deze figuur uit De rechtvaardige rechters werd in de 16e eeuw beschouwd als een portret van Hubert van Eyck.

Hubert van Eyck, ook Huybrecht (Maaseik, ca. 1366 – Gent, 18 september 1426) was een Zuid-Nederlands schilder en de oudere broer van Jan van Eyck.

## Biografie
Hubert was het oudste lid van de schildersfamilie Van Eyck. Naast Jan had hij een nog jongere broer en zus, Lambert en Margareta. Er blijft onzekerheid omtrent zijn geboorteplaats. Maaseik wordt algemeen vereenzelvigd met het middeleeuwse Eyck, in het Maasland, toen deel van het prinsbisdom Luik. Het standbeeld van de broers Jan en Hubert staat er op de markt. De precieze geboortedatum van Hubert van Eyck is niet bekend. Het jaar van overlijden staat wel vast, al wordt zowel 18 augustus als 18 september genoemd als dag van overlijden.

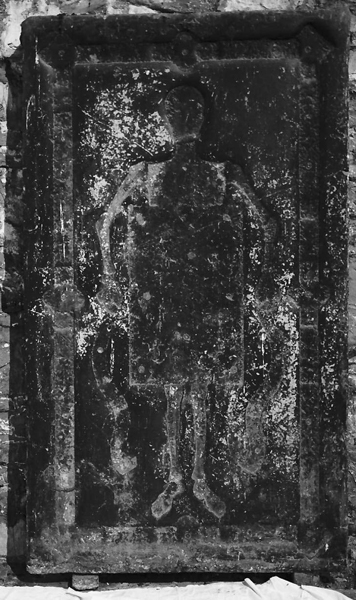
Grafsteen van Hubert van Eyck

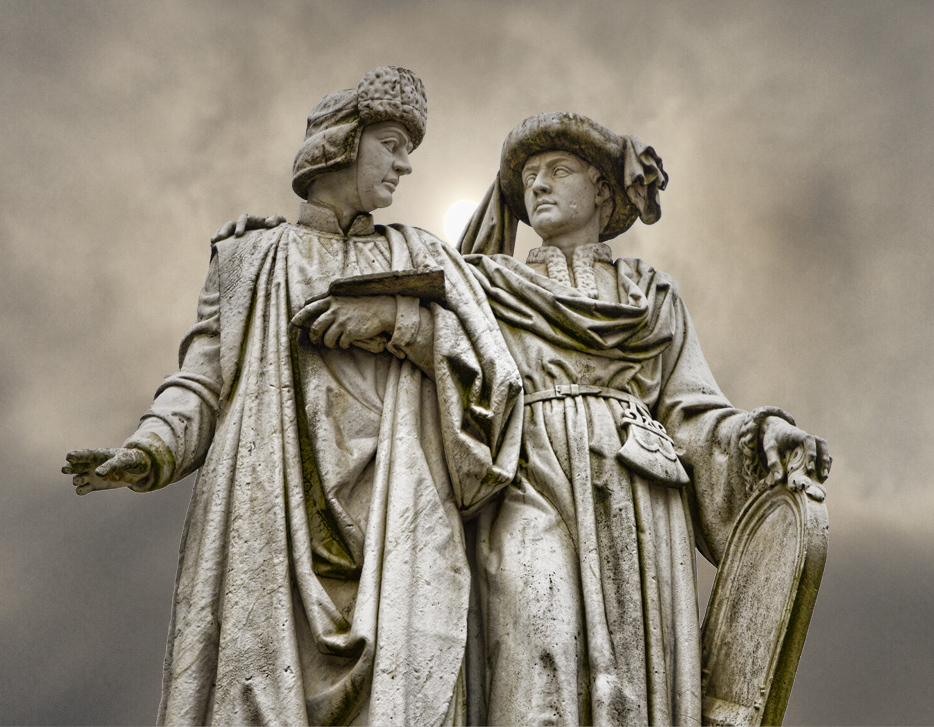
Standbeeld van de gebroeders Van Eyck in Maaseik (Leopold Wiener, 1864)

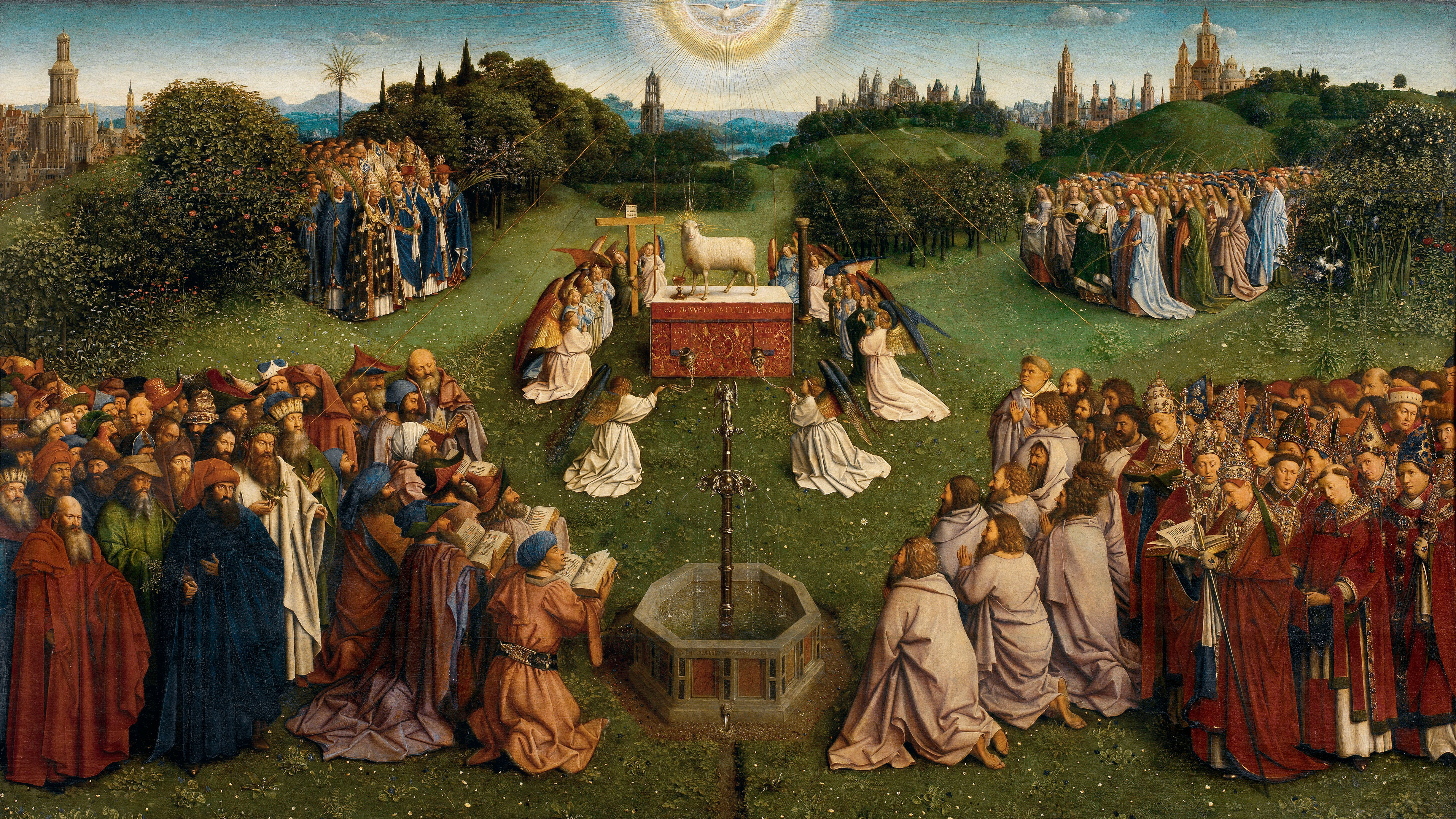
Aanbidding van het Lam, centraal paneel van Het Lam Gods

Karel van Mander schreef in 1604 dat Hubert rond 1366 werd geboren, zonder te vermelden waarop hij zich baseert. Zijn grafsteen (zie verder) vermeldt noch geboortedatum, noch leeftijd. Enkel in Gent wordt Hubert vermeld. De vraag blijft onbeantwoord of hij in 1413 al in Gent woonde. Dat jaar overleed Jan de Visch, heer van Axel (niet zo ver van Gent), eigenaar van een van zijn schilderijen.
Op het feest van Sint-Bavo op 1 oktober, in 1412 of 1422, werd Hubert lid van de broederschap van Onze-Lieve-Vrouw op de Rade. Dit broederschap had een kapel in de vroegere Sint-Janskerk (nu Sint-Baafskathedraal). Hij werd betaald voor twee ontwerpen voor een schilderij, in opdracht van Gentse schepenen. Toen zij zijn atelier bezochten, kreeg zijn personeel een fooi.
In het testament van Robrecht Poortier en zijn vrouw Avezoete sHoeghen vroegen zij om begraven te worden in een kapel van de Heilige Kerstkerk te Gent. Op het altaar moest een beelde van Sint-Antonius worden geplaatst dat zich in het atelier van Hubert bevond, hoogstwaarschijnlijk om te worden gepolychromeerd. Hij stierf wellicht door ziekte, gezien zijn grafschrift met pynen vermeldt.

## Œuvre
Het Lam Gods schilderde hij samen met zijn jongere broer Jan van Eyck. Het was Hubert die de opdracht kreeg en het veelluik begon. Een aantal jaren na zijn dood heeft zijn broer het afgerond (1430-1432). In de loop van de 15e eeuw werd op het altaarstuk een kwatrijn met chronogram aangebracht dat de bijdrage van Hubert eerde:
| Pictor Hubertus e Eyck . maior quo nemo repertus | De schilder Hubert van Eyck, een groter heeft niet bestaan,                    |
| Incepit . pondus . q[ue] Johannes arte secundus  | heeft dit werk aangevat en zijn broer Jan, de tweede in de kunst,              |
| [Frater] perfecit. Judoci Vijd prece fretus      | heeft de zware taak voltooid op verzoek van Judocus Vijd.                      |
| VersU seXta MaI . Vos CoLLoCat aCta tUerI        | Deze verzoekt u door dit vers zorg te dragen voor wat tot stand kwam op 6 mei. |
Over de exacte bijdrage van Hubert van Eyck aan het Lam Gods is eindeloos gedebatteerd, zonder veel progressie. Bij de restauratie in 2021 hebben de onderzoekers Griet Steyaert en Marie Postec van het Koninklijk Instituut voor het Kunstpatrimonium (KIK) op het centrale paneel met de Aanbidding van het Lam een onderliggende schildering geïdentificeerd waarin ze de hand van Hubert menen te herkennen. Behalve de geavanceerde beeldtechnieken is ook de stilistische analyse daarin doorslaggevend geweest. De hoofden van Hubert zouden vlakker en eenvoudiger zijn in vergelijking met de nuances in licht en donker die zijn broer aanbracht voor een groter realisme. Tot de aan Hubert toegeschreven schilderlaag behoorde het weiland, de luchtpartij, het heuvellandschap met steden en gebouwen aan de horizon, het altaar met het lam, de engelen en de figuren er rondomheen, en een natuurlijke bron. Die laatste heeft Jan overschilderd met een fontein. Ook veel van de figuren, planten, gebouwen en stadsgezichten heeft hij geretoucheerd of toegevoegd. Indien aanvaard zou dit een einde maken aan de these dat Hubert enkel voor het ontwerp heeft ingestaan. De onderzoekers vermoeden dat hij de ondertekening van het centrale paneel heeft gemaakt en een stuk ervan heeft uitgewerkt in verf, waarna hij is moeten stoppen en zijn broer Jan heeft overgenomen.

Hoofden toegeschreven aan Hubert van Eyck
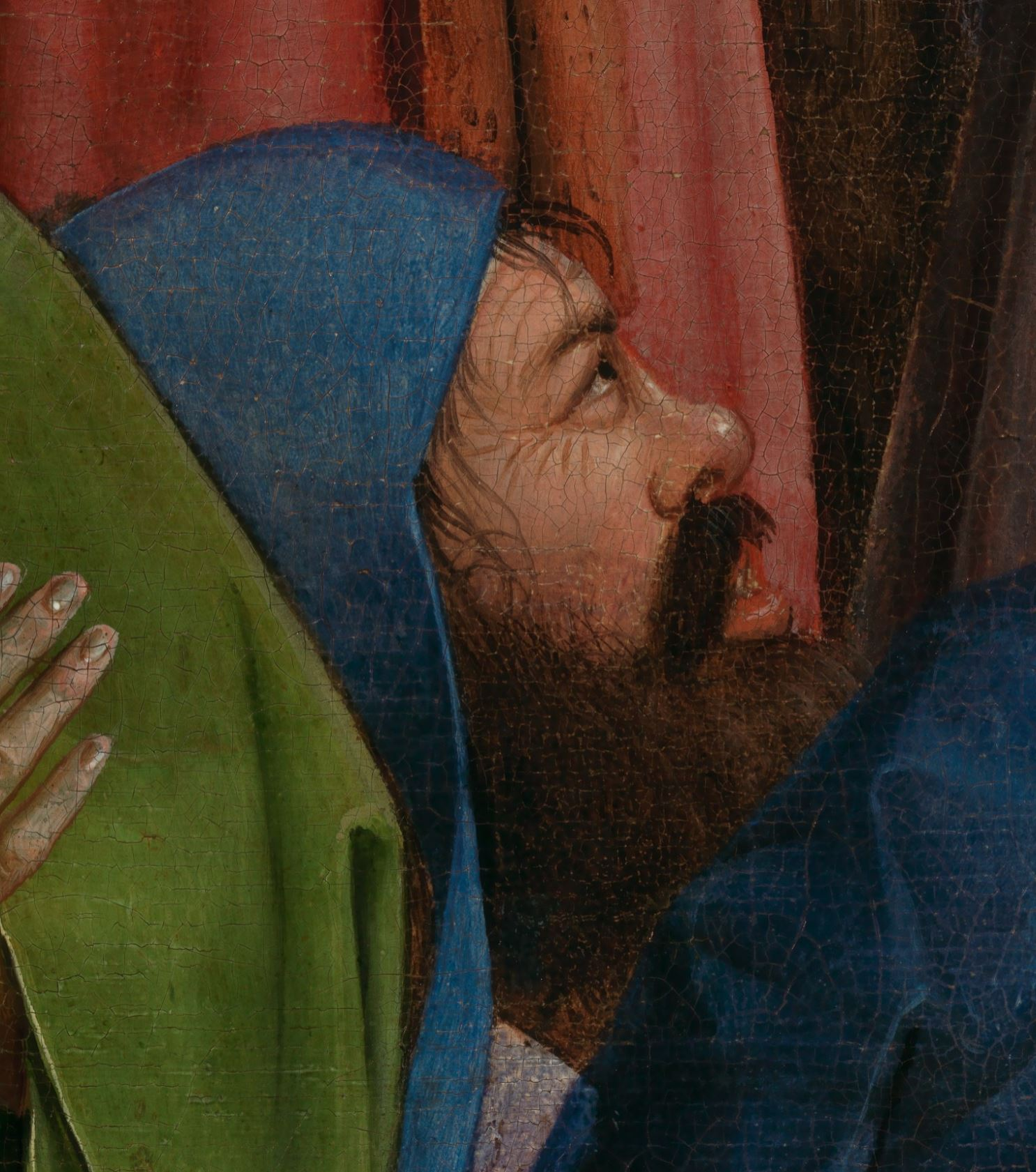
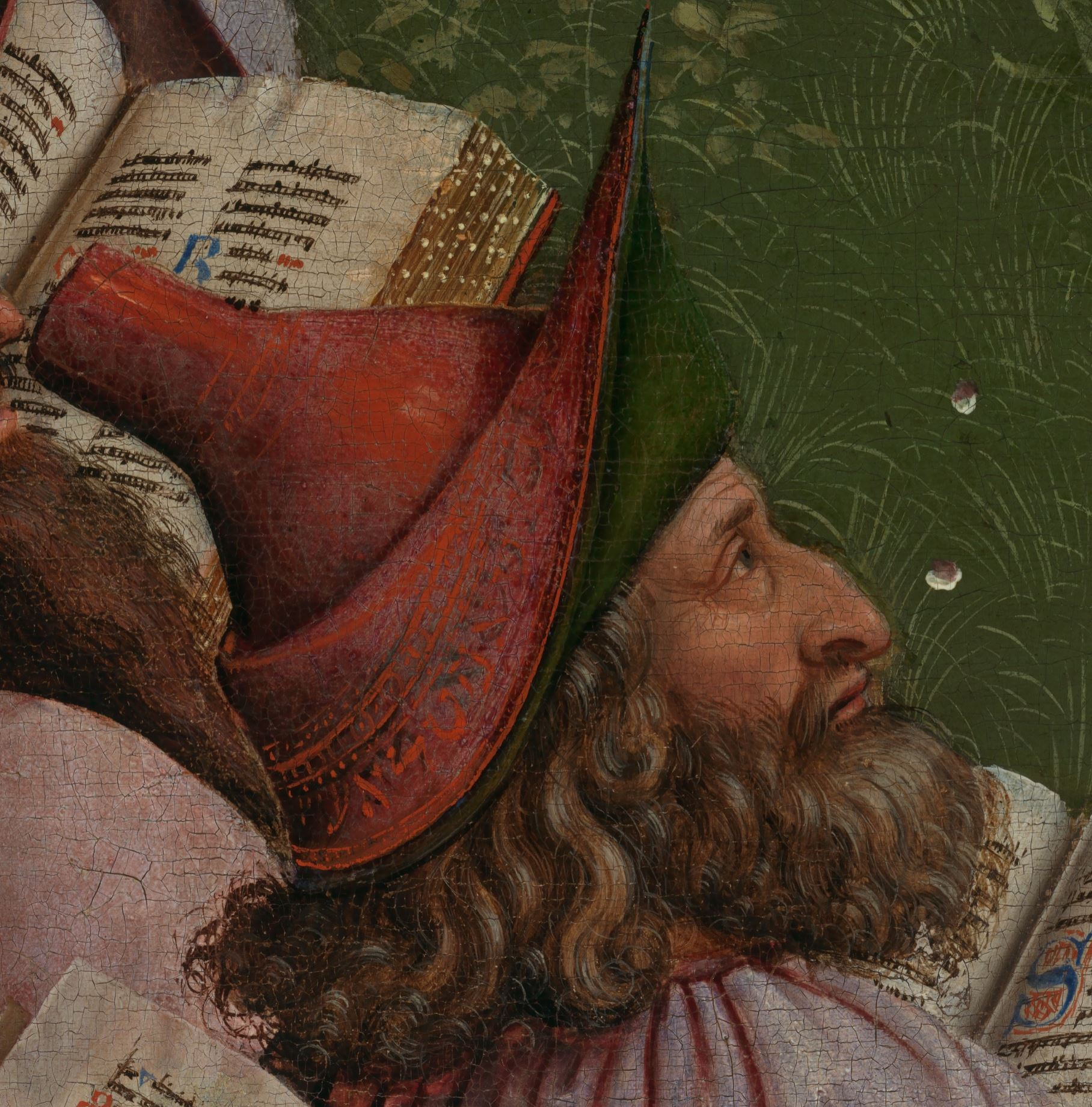
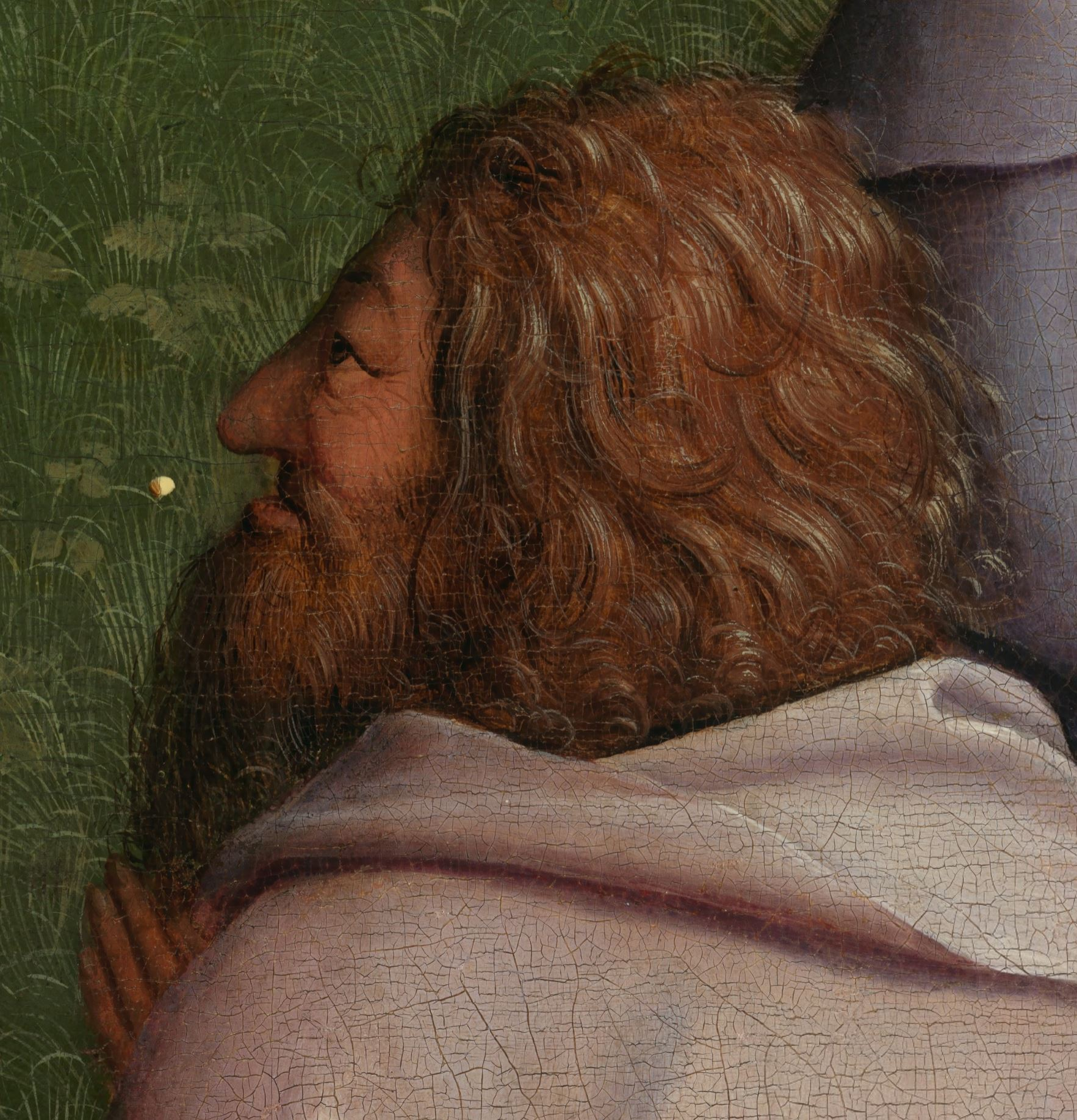
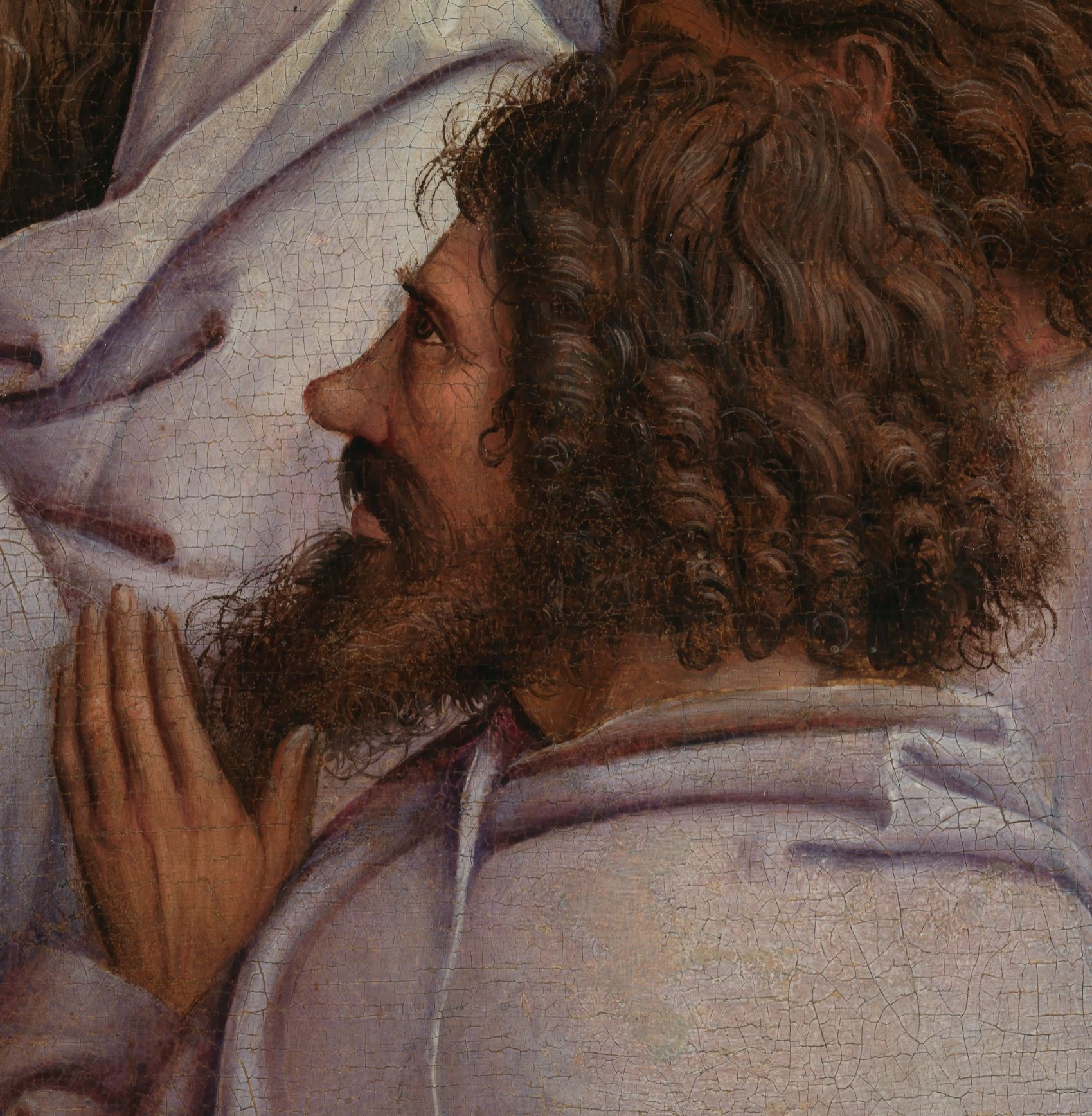

Het schilderij De drie Maria's aan het graf, te zien in het Museum Boijmans Van Beuningen in Rotterdam, wordt soms aan Hubert van Eyck toegeschreven, of waarschijnlijker aan zijn omgeving.

## Graf
Hubert van Eyck overleed terwijl hij in Gent aan het Lam Gods werkte en is vermoedelijk begraven in de crypte van de Vijdkapel, waar zijn werk moest komen. De humanist Hiëronymus Münzer bezocht de plek in 1495 en maakte melding van een grafsteen voor het altaar. Ook Lucas de Heere vermeldde de steen in 1559 en volgens Marcus van Vaernewijck (1565) kon men erop staan. De afgesleten grafsteen is bewaard in het Museum voor Stenen Voorwerpen. Al sinds de Gentse republiek is de koperen plaat eruit verdwenen, maar dankzij Van Vaernewijck en zijn Spieghel der Nederlandscher Audheyt uit 1568 kennen we het opschrift:
Spieghelt u an my, die op my treden.
Ick was als ghy, nu bem beneden
Begraven doot, alst is anschyne.
Mij ne halp raet, const, noch medicine,
Const, eer, wijsheyt, macht, rijcheyt groot
Is onghespaert, als comt die doot.
Hubrecht van Eyck was ick ghenant,
Nu spyse der wormen, voormaels bekant,
In schilderye zeer hooghe gheeert:
Cort na was yet, in nieute verkeert.
Int iaer des Heeren des sijt ghewes
Duysent vier hondert twintich en zes,
In de maent September, achthien daghen viel,
Dat ick met pynen God gaf mijn ziel.
Bidt God voor my die Const minnen,
Dat ick zijn aensicht moet ghewinnen.
En vliedt zonde, keert U ten besten
Want ghy my volghen moet ten lesten.
Deze eerbewijzen waren uitzonderlijk voor die tijd en wijzen erop dat Hubert van Eyck door zijn tijdgenoten niet gewoon werd beschouwd als een ambachtsman, maar als een kunstenaar.

## Voetnoten
1. ↑  Dit is het geboortejaar opgegeven door Karel van Mander in 1606. Tegenwoordig neigt men naar 1385 of later.
2. ↑  Wie is Jan van Eyck? | Van Eyck. Een optische revolutie | MSK Gent. Van Eyck. Gearchiveerd op 20 maart 2020. Geraadpleegd op 20 maart 2020.
3. ↑  Van Eyck : een optische revolutie. Hannibal, [Veurne] ([2020]). ISBN 978-94-6388-733-5.
4. ↑  Jan of toch Hubert Van Eyck: wie schilderde wat op Lam Gods? Altaarstuk geeft eeuwenoud geheim prijs, VRTNWS, 13 oktober 2021
5. ↑  Wie schilderde wat? Nieuw onderzoek onthult precieze aandeel van Hubert en Jan Van Eyck in Lam Gods, eoswetenschap.eu, 13 oktober 2021. Gearchiveerd op 31 maart 2023.

- Biblioteca Nacional de España: XX873749
- Bibliothèque nationale de France: cb14966531m (data)
- Biografisch Portaal: 07567667
- Catàleg d'autoritats de noms i títols de Catalunya: 981058521476806706
- CiNii: DA01812704
- Digitale Bibliotheek voor de Nederlandse Letteren: eyck016
- Gemeinsame Normdatei: 118531549
- International Standard Name Identifier: 0000 0001 0815 300X
- Library of Congress Control Number: n50048854
- Nationale Bibliotheek van Letland: 000204252
- Bibliotheek van het Japanse parlement: 00439113
- National Gallery of Victoria: 15585
- Nationale Bibliotheek van Tsjechië: jn20000700501
- Nationale bibliotheek van Australië: 35072903
- Nationale Bibliotheek van Israël: 987007276409305171
- Nederlandse Thesaurus van Auteursnamen: 070470332
- RKD-Nederlands Instituut voor Kunstgeschiedenis: 26955
- LIBRIS: 289784
- Système universitaire de documentation: 028211952
- Museum of New Zealand Te Papa Tongarewa: 56418
- Trove: 818444
- Union List of Artist Names: 500013023
- Virtual International Authority File: 84033564
- WorldCat: E39PBJh8Q8BPvq98RyVQMcPxXd